# (19618) Maša
(19618) Maša ist ein Asteroid des äußeren Hauptgürtels, der am 11. August 1999 vom slowenischen Astronomen Jure Skvarč am Črni Vrh Observatorium (IAU-Code 106) in der Region Goriška im Westen Sloweniens entdeckt wurde.
Der Asteroid wurde am 5. Juli 2001 nach Maša Kandušer (* 1964) benannt.